# Kabarett Kleine Bühne
Das Kabarett Kleine Bühne war ein politisch-satirisches Kabarett, welches 1949 in Berlin gegründet wurde.  

## Geschichte
Bei der Kleinen Bühne handelte sich um ein Kabarett-Theater im sowjetischen Sektor, welches keine feste Spielstätte hatte. Deshalb traten die Schauspieler in Kantinen und Kulturhäusern größerer Betriebe auf, weshalb es auch den Beinamen Betriebskabarett erhielt. Hier fanden die ehemaligen Mitglieder des Kabaretts Frischer Wind, zu denen auch E. R. Greulich, Gisela Reissenberger und Horst Heitzenröther gehörten, eine neue Heimstatt. Zu den Darstellern der ersten nachweisbaren Vorstellungen in der Kantine des KWO und im Berliner Polizeipräsidium gehörten u. a. Robert Trösch, Herbert Köfer, Georgia Kullmann, Loni Michelis und Frank Michelis. Bereits am 14. September 1949 ist eine Rundfunksendung der Kleinen Bühne im Berliner Rundfunk nachweisbar. Im Oktober 1953 verschmolz das Kabarett Kleine Bühne gemeinsam mit anderen Berliner Kabarettisten zum neu gegründeten Kabarett-Theater Distel. Nun erhielten sie auch eine feste Spielstätte die bereits für den Vor-Vorläufer, den Frischen Wind, vorgesehen war – den umgebauten Saal des Admiralskasinos im Admiralspalast.

## Programme
- 1949: Die Kleine Bühne stellt sich vor
- 1950: Schwarz auf Weiß
- 1950: Wartesaal
- 1951: Wir machen Betrieb